# European Open 2019
European Open 2019 byl tenisový turnaj pořádaný jako součást mužského okruhu ATP Tour, který se odehrával na krytých dvorcích s tvrdým povrchem v Lotto Arena. Probíhal mezi 14. až 20. říjnem 2019 v belgických Antverpách jako čtvrtý ročník turnaje.
Turnaj s celkovým rozpočtem 711 275 eur patřil do kategorie ATP Tour 250. Nejvýše nasazeným hráčem ve dvouhře se stal jedenáctý tenista světa Gaël Monfils z Francie. Jako poslední přímý účastník do hlavní singlové soutěže nastoupil 90. hráč žebříčku Belgičan Steve Darcis.
Čtyřicátý šestý singlový titul na okruhu ATP Tour vybjoval Bývalý první hráč světa Andy Murray z Velké Británie, který postoupil do svého prvního semifinále od French Open 2017. Třetí společnou trofej ze čtyřhry ATP získali Němci Kevin Krawietz a Andreas Mies.

## Rozdělení bodů a finančních odměn

### Rozdělení bodů
| Soutěž  | vítězové | finalisté | semifinalisté | čtvrtfinalisté | 16 v kole | 32 v kole | Q  | Q2 | Q1 |
| ------- | -------- | --------- | ------------- | -------------- | --------- | --------- | -- | -- | -- |
| dvouhra | 250      | 150       | 90            | 45             | 20        | 0         | 12 | 6  | 0  |
| čtyřhra | 250      | 150       | 90            | 45             | 0         | —         | —  | —  | —  |

### Finanční odměny
| Soutěž                              | vítězové  | finalisté | semifinalisté | čtvrtfinalisté | 16 v kole | 32 v kole | Q2      | Q1      |
| ----------------------------------- | --------- | --------- | ------------- | -------------- | --------- | --------- | ------- | ------- |
| dvouhra                             | 109 590 € | 59 255 €  | 32 730 €      | 18 590 €       | 10 695 €  | 6 405 €   | 3 100 € | 1 550 € |
| čtyřhra                             | 35 960 €  | 8 430 €   | 9 990 €       | 5 720 €        | 3 340 €   | —         | —       | —       |
| částka ve čtyřhře je uvedena na pár |           |           |               |                |           |           |         |         |

## Dvouhra

### Nasazení hráčů
| Země                         | Hráč               | ATP | Nasazení |
| ---------------------------- | ------------------ | --- | -------- |
| Francie                      | Gaël Monfils       | 11. | 1.       |
| Belgie                       | David Goffin       | 14. | 2.       |
| Argentina                    | Diego Schwartzman  | 16. | 3.       |
| Švýcarsko                    | Stan Wawrinka      | 20. | 4.       |
| Argentina                    | Guido Pella        | 21. | 5.       |
| Francie                      | Jo-Wilfried Tsonga | 35. | 6.       |
| Německo                      | Jan-Lennard Struff | 38. | 7.       |
| Uruguay                      | Pablo Cuevas       | 48. | 8.       |
| Žebříček ATP k 7. říjnu 2019 |                    |     |          |

### Jiné formy účasti na turnaji
Následující hráči obdrželi divokou kartu do hlavní soutěže:
- Kimmer Coppejans
- Jannik Sinner
- Stan Wawrinka

Následující hráči nastoupili do hlavní soutěže pod žebříčkovou ochranou:
- Steve Darcis
- Jozef Kovalík
- Andy Murray[6]

Následující hráči postoupili z kvalifikace:
- Grégoire Barrère
- Marius Copil
- Yannick Maden
- Kamil Majchrzak

### Odhlášení
před začátkem turnaje
- Benoît Paire → nahradil jej  Hugo Dellien
- Albert Ramos-Viñolas → nahradil jej  Kwon Sun-u
- Milos Raonic → nahradil jej  Peter Gojowczyk

## Čtyřhra

### Nasazení párů
| Země                                                                     | Hráč           | Země               | Hráč          | ATP | Nasazení |
| ------------------------------------------------------------------------ | -------------- | ------------------ | ------------- | --- | -------- |
| Německo                                                                  | Kevin Krawietz | Německo            | Andreas Mies  | 26. | 1.       |
| USA                                                                      | Rajeev Ram     | Spojené království | Joe Salisbury | 35. | 2.       |
| Rakousko                                                                 | Oliver Marach  | Rakousko           | Jürgen Melzer | 53. | 3.       |
| Belgie                                                                   | Sander Gillé   | Belgie             | Joran Vliegen | 83. | 4.       |
| Žebříček ATP k 7. říjnu 2019; číslo je součtem postavení obou členů páru |                |                    |               |     |          |

### Jiné formy účasti
Následující páry obdržely divokou kartu do hlavní soutěže:
- Ruben Bemelmans /  Kimmer Coppejans
- Arnaud Bovy /  Steve Darcis

Následující pár nastoupil z pozice náhradníka:
- Paolo Lorenzi /  Jannik Sinner

### Odhlášení
před začátkem turnaje
- Feliciano López

v průběhu turnaje
- Diego Schwartzman

## Přehled finále

### Mužská dvouhra
- Andy Murray vs.  Stan Wawrinka, 3–6, 6–4, 6–4

### Mužská čtyřhra
- Kevin Krawietz /  Andreas Mies vs.  Rajeev Ram /  Joe Salisbury, 7–6(7–1), 6–3